# B in the Mix: The Remixes
B in the Mix: The Remixes is het eerste remix-album van popzangeres Britney Spears. In de VS kwam het album uit op 22 november 2005, in Nederland drie dagen later. Het album flopte echter min of meer, doordat er amper tot geen promotie voor gemaakt werd. Reden hiervoor kan zijn dat Britney Spears ten tijde van het verschijnen pas haar zoon Sean Preston Federline had gekregen, waardoor ze het album niet kon promoten. Een andere mogelijke reden is dat ze niets aan promotie deed omdat het een remixalbum is.
Op het moment van schrijven was bekend dat er van het album meer dan 500.000 exemplaren verkocht waren. Enkele websites beweerden dat er sprake was van meer dan een miljoen verkochte albums, maar daarvoor was geen bewijs te vinden.

## Nummers
1. Toxic [Peter Rauhofer Reconstruction Mix] - 6:45
2. Me Against the Music [Justice Remix] (met Madonna) - 4:01
3. Touch of My Hand [Bill Hamel Remix] - 5:19
4. Breathe on Me [Jacques Lu Cont's Thin White Duke] - 3:56
5. I'm a Slave 4 U [Dave Audé Slave Driver Mix] - 5:50
6. And Then We Kiss [Junkie Xl Remix] - 4:27
7. Everytime [Valentin Remix] - 3:24
8. Early Mornin' [Jason Nevins Remix] - 3:38
9. Someday (I Will Understand) [Hi-Bias Signature Radio Remix] - 3:46
10. ...Baby One More Time [Davidson Ospina 2005 Remix] - 4:37
11. Don't Let Me Be the Last to Know [Hex Hector Club Mix] - 8:17
12. Stronger [Mac Quayle Mixshow Edit] (bonustrack op Britse en Japanse versie) - 4:48
13. I'm Not a Girl, Not Yet a Woman [Metro Mix] (bonustrack op Britse en Japanse versie) - 5:26
14. Someday (I Will Understand) [Gota Remix met Mcu] (bonustrack op Japanse versie) - 3:51

## B in the Mix in de hitlijsten
| Land - Hitlijst                  | Hoogste positie |
| -------------------------------- | --------------- |
| Argentijns Album Top 20          | 8               |
| Franse Top 150 Albums            | 32              |
| Italiaanse Top 100 Albums        | 59              |
| Griekse Album Chart              | 20              |
| Japanse Top 100 Albums           | 25              |
| Tasmaanse Album Top 20           | 3               |
| V.S. Billboard 200               | 134             |
| V.S. Billboard Electronic Albums | 2               |